# The Orielles
The Orielles són un grup de rock indie anglès de Halifax, West Yorkshire, Anglaterra. La banda compta amb Sidonie "Sid" B. Hand-Halford a la bateria, Esmé Dee Hand-Halford al baix i veu i Henry Carlyle Wade a la guitarra i veu.

## Carrera
El seu àlbum debut, Silver Dollar Moment, es va publicar el febrer de 2018 a Heavenly Records. AllMusic va descriure l'àlbum com un "debut impressionant... té un esperit únic i una bellesa alegre per part d'un jove trio del Regne Unit que ofereix una millora seriosa al so de dansa indie de principis dels 90".
El seu segon àlbum, Disco Volador, es va publicar el febrer de 2020 a Heavenly Records. Va ser produït per Marta Sologni. The Guardian li va donar una puntuació de tres sobre cinc estrelles, descrivint l'àlbum com un intent de la banda per "ampliar el so del seu debut encantador però una mica convencional [i] abandonar les estructures de cançons tradicionals [per emprar] noves textures". Té una qualificació de Metacritic de 73 sobre 100, amb Uncut comentant que l'àlbum barreja "l'eufòria de plorar a través de l'espai infinit i exhibicions astrals de bellesa imaginada a través d'una barreja de disco funk, dream pop, electrònica exòtica i highlife dels anys 70". Q considerà que l'àlbum és "alhora atractiu i molt inventiu".

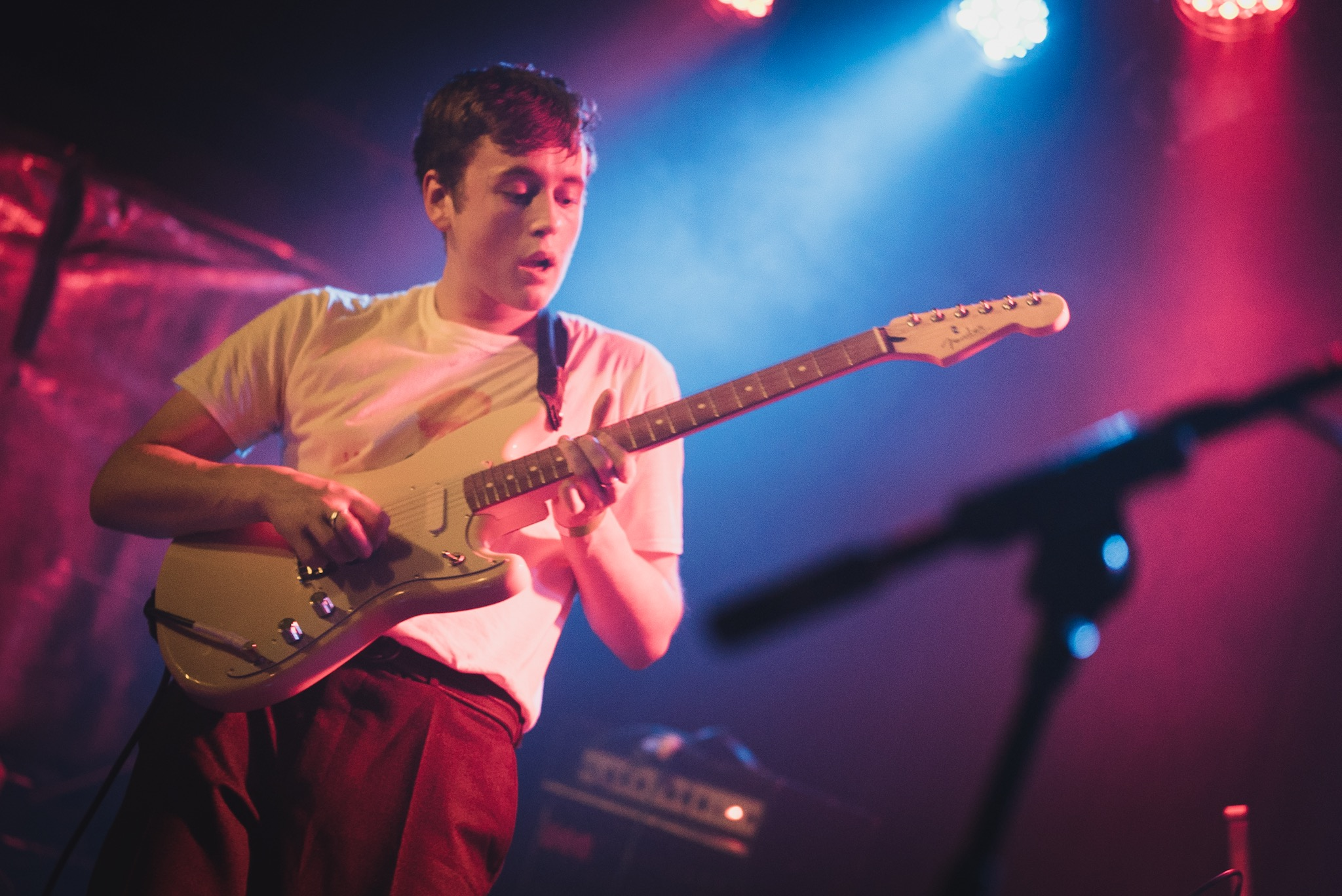
Henry Carlyle Wade tocant la guitarra

El 7 d'octubre de 2022, la banda va llançar el seu tercer àlbum, Tableau, a Heavenly Records. La banda el decriu com "un àlbum doble experimental", i va ser autoproduït en col·laboració amb Joel Anthony Patchett. The Guardian li va donar una puntació de quatre estrelles sobre cinc, descrivint-lo com "una mesa plena d'idees riques". Compta amb una qualificació de 80 a Metacritic.

## Estil i influències
La banda ha declarat que tenen moltes influències cinematogràfiques, dient que el seu procés d'escriptura va implicar, en un punt de la seva carrera, estendre "el [seu] so amb idees visuals i viceversa". De fet, el seu tercer àlbum, La Vita Olistica (2021) va ser escrit per acompanyar un curtmetratge homònim escrit i dirigit per la banda que recupera molts temes i sons del seu àlbum anterior, Disco Volador (2020). Amb un estil "retrospectiu i futurista alhora", el conjunt de música i vídeo expressa el desig de la banda per transmetre la seva visió artística i filosòfica. Pel que fa a les seves influències musicals a Disco Volador i La Vita Olistica, són molt variades, incloent el rock psicodèlic dels anys '60, el boogie dels '70 i l'acid house dels '90; a més, fan un ús notable del sintetitzador per aportar un so futurista i que remet "a un altre temps i dimensió".
El seu àlbum més recent, Tableau (2022), continua amb aquestes tendències i incorpora al seu estil de treball el que la banda ha anomenat "el mètode Goyt", pel qual graven de manera independent diferents melodies i pistes vocals i les ordenen i reordenen de manera lliure fins trobar la combinació bona. Així, el disc està basat en la improvisació i una metodologia propera al jazz, combinant aquestes influències amb el dance pop contemporani i les actuacions vocals d'artistes com Sonic Youth, FKA Twigs i Burial. El resultat és una obra immersiva i experimental. Les influències visuals no han desaparegut, estant encara presents a les lletres de les cançons com a les composicions anteriors, però on més s'aprecien és en els vídeos musicals elaborats pels singles del disc. El primer d'aquests, "Beam/s", codirigit pels membres de la banda i Mackenzie Thompson amb fotografia de William Fry, està inspirat en els curtmetratges experimentals de Derek Jarman, autor britànic que va treballar molt amb el format de Super-8, i les pintures surrealistes de Magritte. Similarment, "The Room" està filmat en Super-8, format que, segons han declarat, els permet capturar les textures dels objectes i, limitant-los a un únic espai de gravació, reflecteix l'energia i mètodes musicals emprats. Per acabar, el vídeo de "Darkened Corners", dirigit per Neelam Khan Vela, està influenciat tant per l'obra fotogràfica del director com per la de Lee Friedlander, que va inspirar alhora la lletra de la cançó.

## Discografia

### Àlbums
- Silver Dollar Moment (2018)
- Disco Volador (2020)
- La Vita Olistica (2021)[25]
- Tableau (2022)[26]

### Singles
- "Space Doubt" (2015)
- "Jobin" (2016)
- "I Only Bought It For The Bottle" (2017)
- "Sugar Tastes Like Salt" (2017)
- "Let Your Dogtooth Grow" (2017)
- "Blue Suitcase (Disco Wrist)" (2018)
- "Bobbi's Second World" (2018)
- "Come On Down Jupiter" (2019)
- "Space Samba (Disco Volador Theme)" (2020)
- "Beam/s" (2022)
- "The Room" (2022)